# غاريث غريفيثز
غاريث غريفيثز (بالإنجليزية: Gareth Griffiths)‏ (10 أبريل 1970 في المملكة المتحدة - ) هو لاعب كرة قدم بريطاني في مركز الدفاع. لعب مع بورت فايل وشروزبري تاون ونادي روتشديل ونادي ريل وويغان أتلتيك ونورثويتش فيكتوريا.

## وصلات خارجية
- غاريث غريفيثز على موقع قاعدة بيانات كرة القدم.إي يو (الإنجليزية)
- غاريث غريفيثز على موقع Soccerbase.com (لاعب) (الإنجليزية)
- غاريث غريفيثز على موقع عالم كرة القدم.نت (الإنجليزية)